# Rudare (Leskovac)
Pour les articles homonymes, voir Rudare.
Rudare (en serbe cyrillique : Рударе) est un village de Serbie situé sur le territoire de la Ville de Leskovac, district de Jablanica. Au recensement de 2011, il comptait 510 habitants.

## Démographie
| 1948 | 1953 | 1961 | 1971 | 1981 | 1991 | 2002 | 2011 |
| ---- | ---- | ---- | ---- | ---- | ---- | ---- | ---- |
| 470  | 497  | 483  | 522  | 560  | 552  | 551  | 510  |

|  |